# 487 Venetia

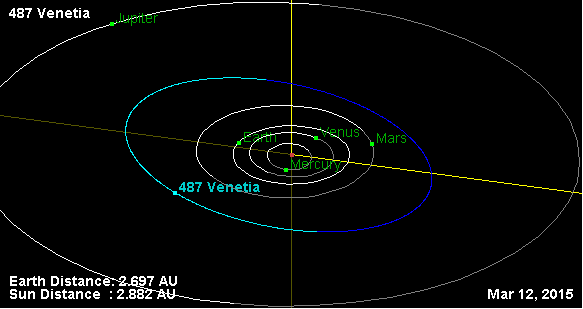

487 Venetia è un asteroide della fascia principale del diametro medio di circa 63,15 km. Scoperto nel 1902, presenta un'orbita caratterizzata da un semiasse maggiore pari a 2,6698988 UA e da un'eccentricità di 0,0865953, inclinata di 10,23785° rispetto all'eclittica.
L'asteroide è dedicato al nome latino della regione veneta.